# BD+20°2457
BD+20°2457 è una stella gigante arancione di  magnitudine 10 che si trova a una distanza dalla Terra di 4700 anni luce nella costellazione del Leone. Si tratta di una stella dell'alone galattico molto povera di metalli: infatti contiene solo il 16% di elementi più pesanti dell'idrogeno, il che la classifica come una stella di II popolazione.Il nome fa riferimento al catalogo di stelle Bonner Durchmusterung.
Il 10 giugno 2009 sono stati scoperti in orbita intorno alla stella due oggetti sub-stellari, BD+20° 2457 b e BD+20° 2457 c. Considerando le masse si tratta probabilmente di nane brune piuttosto che di pianeti extrasolari, in particolare nel caso di BD +20° 2457 b, che ha una massa minima oltre 21 volte quella di Giove.
Un'analisi dinamica rivela che il sistema proposto è instabile su scale temporali astronomicamente brevi e quindi è improbabile che la configurazione planetaria suggerita sia corretta.
Uno studio del 2021 che ha stimato il valore massimo della massa della stella in 1 M⊙ suggerisce invece che gli oggetti substellari abbiano una massa inferiore del previsto del 50%.
Prospetto del sistema
| Pianeta | Massa  | Periodo orb.          | Sem. maggiore | Eccentricità |
| ------- | ------ | --------------------- | ------------- | ------------ |
| b       | ≥13 MJ | 379,63 ± 2,01 giorni  | 1,45 UA       | 0,15 ± 0,03  |
| c       | ≥7 MJ  | 621,99 ± 10,20 giorni | 2,01 UA       | 0,18 ± 0,06  |